# سینه‌بادکنک کوچک

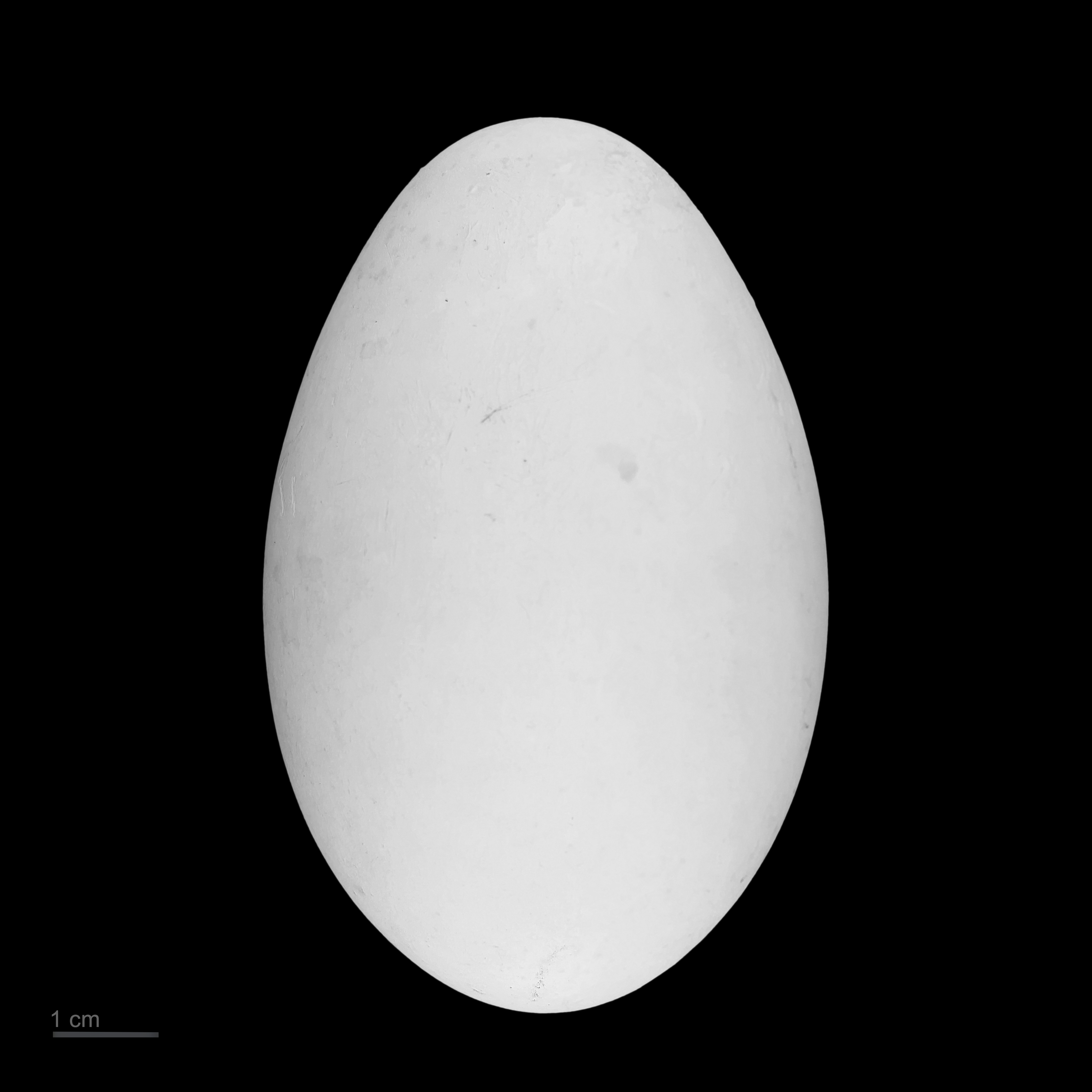
Fregata ariel

سینه‌بادکنک کوچک (نام علمی: Fregata ariel) نام یک گونه از سرده سینه‌بادکنک‌ها است.